# مری مک‌آلیستر
مری مک‌آلیستر (انگلیسی: Mary McAllister؛ ۲۷ مهٔ ۱۹۰۹ – ۱ مهٔ ۱۹۹۱) یک هنرپیشه فیلم‌های صامت اهل ایالات متحده آمریکا بود.
وی یکی از نخستین هنرپیشگان خردسال در سینمای آمریکا بود.